# Franz Albrecht Pflaum
Franz Albrecht Pflaum, auch Franz Albert Pflaum oder latinisiert Franciscus Albertus Pflaum, (* 2. Februar 1727 in Roßtal; † 7. März 1798 in Eckersmühlen) war ein deutscher evangelischer Geistlicher und Theologe.

## Leben
Franz Albrecht Pflaum besuchte ein Gymnasium in Nürnberg, nämlich die Lorenzen- und Spitalschule. Von 1747 bis 1751 studierte er Evangelische Theologie in Jena. Danach übernahm er zunächst einige Hauslehrerstellen. 1765 erhielt er eine Pfarrstelle in Eckersmühlen im Fürstentum Ansbach. Dieses Amt verwaltete er bis zu seinem Tod im Alter von 71 Jahren.
Pflaum war als Verfasser einiger asketischer Schriften bekannt. In der 1773 in Schwabach erschienenen Schrift Einige Erinnerungen entgegnete er dem von Samuel Wilhelm Oetter versuchten Beweis, dass Christus nicht mit einem verklärten Leib auferstanden sein könne.

## Publikationen
- Weisestes Verfahren der göttlichen Vorsehung aus der unendlichen Größe der Vollkommenheiten bei dem Wechsel der Dinge (Altdorf 1752)
- Vernunft- und schriftmäßige Abhandlung der Unermesslichkeit Gottes (Ansbach 1754)
- Beschäftigung der Seele mit dem Himmlischen, in gottseligen Betrachtungen geistreicher Lieder unserer Evangelischen Kirche (Schwabach 1756)